# Skeppsvrak
Skeppsvrak är resterna efter skepp som förlist, endera genom att de har sjunkit, grundstött, strandat eller frivilligt sänkts därför att de ansetts uttjänta. Unesco bedömer att det finns cirka tre miljoner skeppsvrak runt om i världen. Äldre vrak är viktiga för marinarkeologer eftersom de bär på historisk information. Östersjön som länge har varit livligt trafikerad har många välbevarade vrak, främst tack vare vattnets låga salthalt vilket gör att den vrakförstörande skeppsmasken inte trivs. Fartyg som är mer än 100 år gamla är skyddade i svensk lagstiftning.

## Bilder

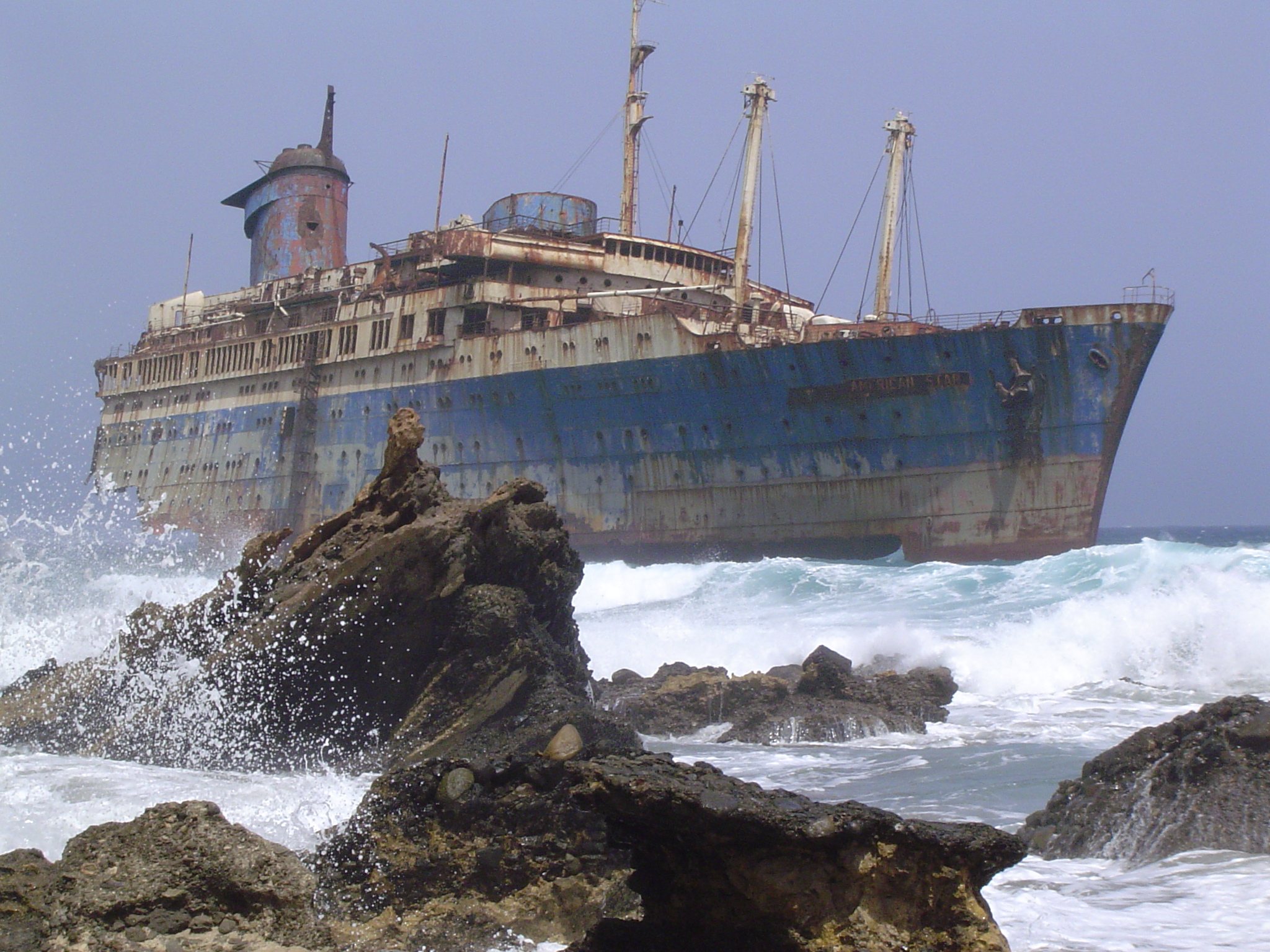
Vraket efter American Star (S/S America) Fuerteventura, 2004.
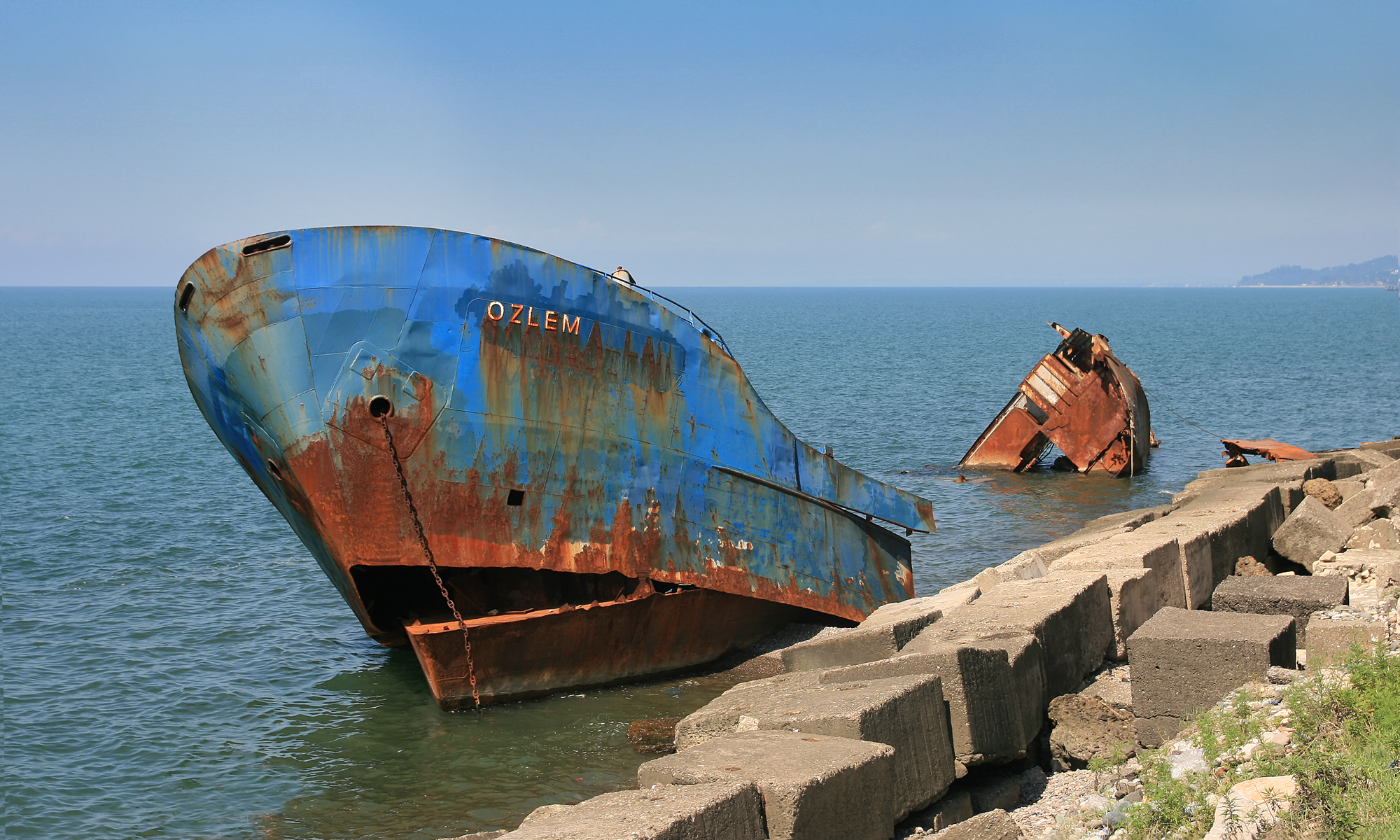
Skeppsvrak i Batumi (Georgien) vid Svarta havet.
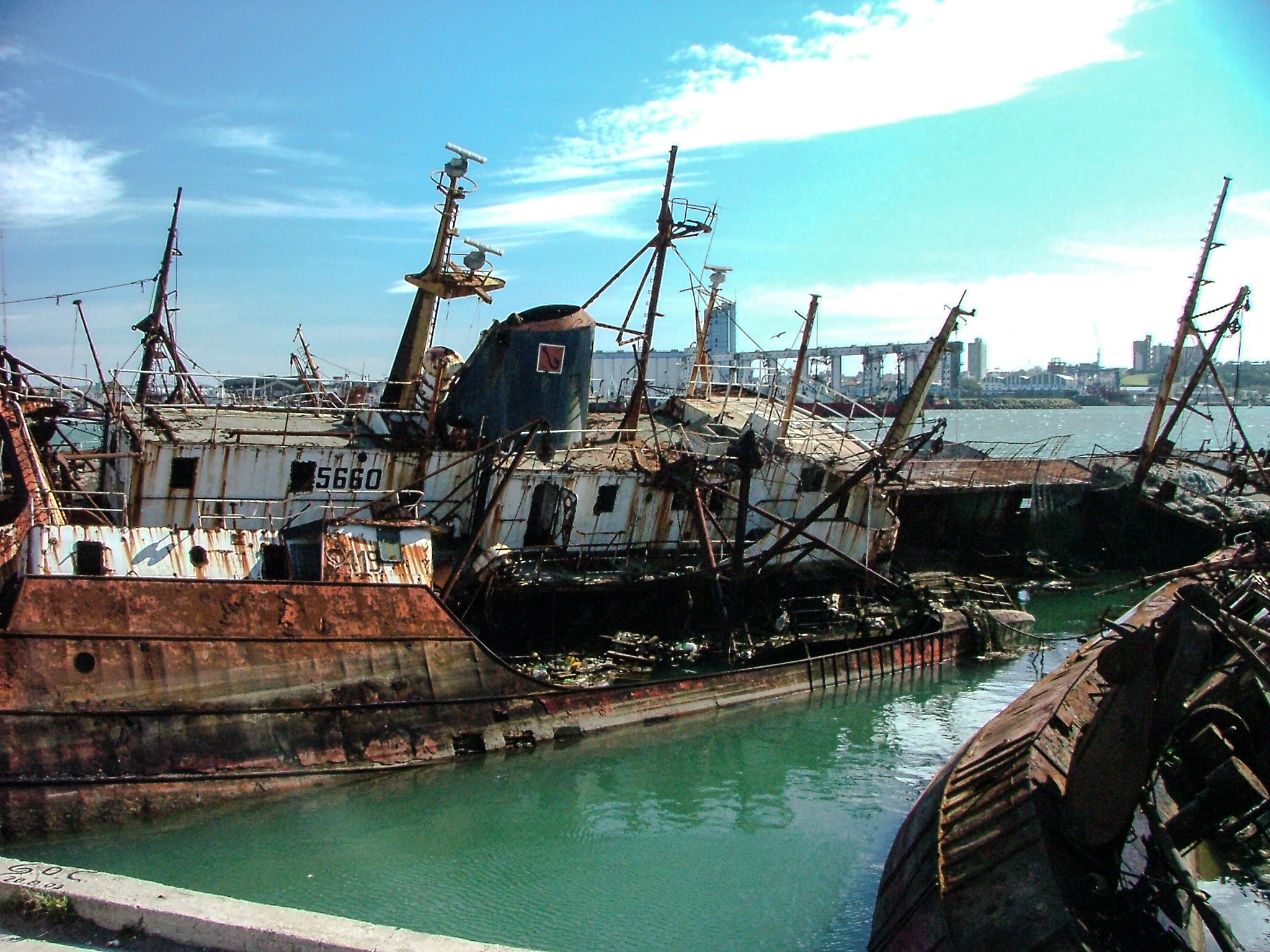
Vrak i den argentinska staden Mar del Plata hamn.
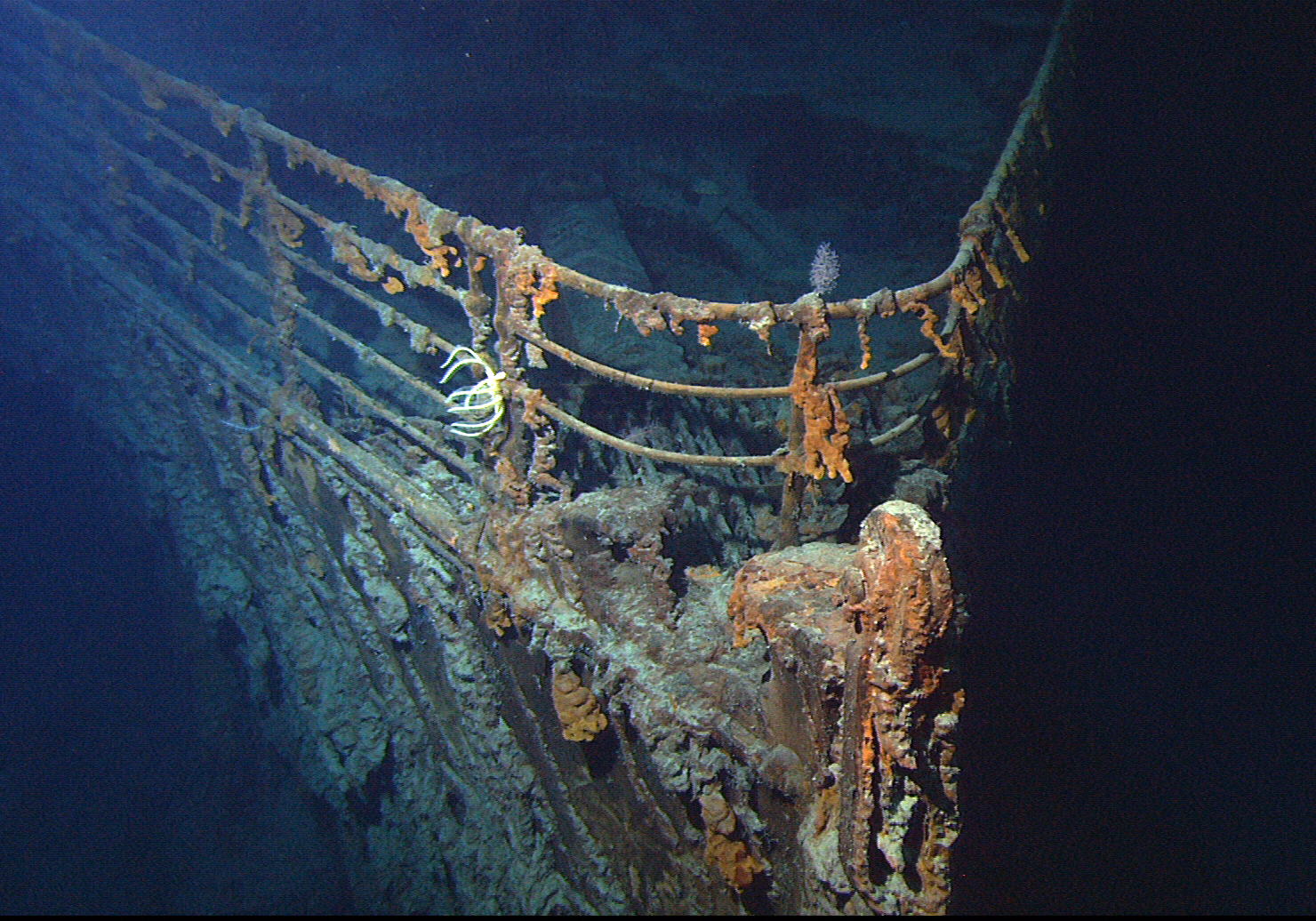
Titanic, kanske världens mest kända skeppsvrak.
Delar av vraket från Zephyr, en passagerarångare som förliste utanför Smögen 1886
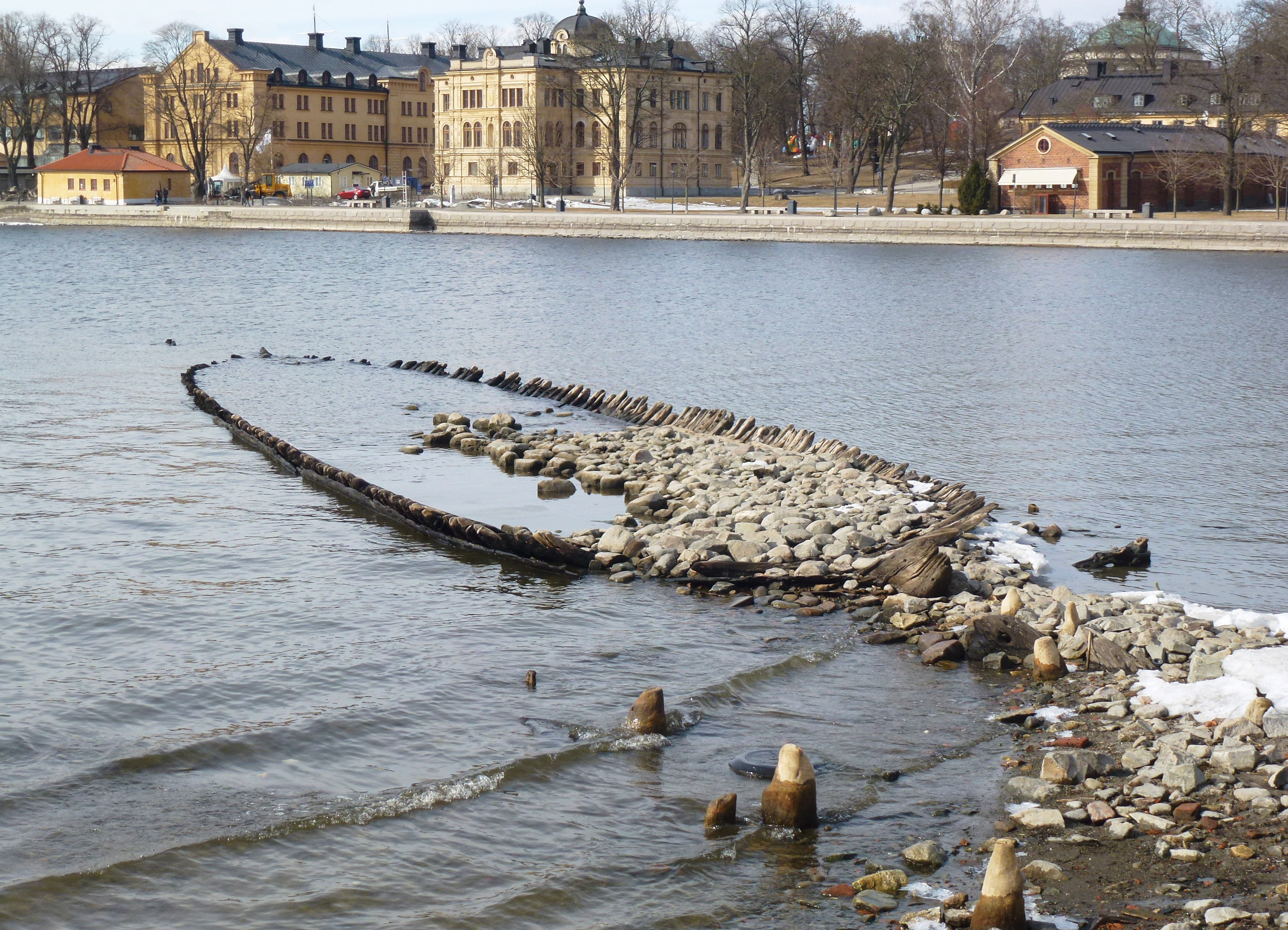
Ett oidentifierat vrak vid Kastellholmen.